# پایگاه عملیات خط مقدم گریزلی

پایگاه عملیات خط مقدم گریزلی (با نام های پیشین اسپارتان، رِد لایِن و بارباربان) پایگاه عملیات خط مقدم متعلق به ارتش آمریکا در داخل قرارگاه اشرف عراق بود.

## موقعیت
این پایگاه در نزدیکی شهرک الخالص در ۱۵ کیلومتری (۹ مایلی) بعقوبه مرکز استان دیاله در ۲۰ کیلومتری مرز ایران و عراق و ۶۰ کیلومتری (۳۷ مایل) شمال بغداد قرار داشت.

## نامگذاری
این پایگاه به خاطر شناسه «گردان ۴۹ام پلیس نظامی» نامگذاری شد که از اکتبر ۲۰۰۵ تا اکتبر ۲۰۰۶ مسئول پایگاه بودند. شناسه آنها به نام «گریزلی»  از نشان خرس گریزلی (خرس خاکستری) بر روی پرچم کالیفرنیا، نیروی کار ۴۹، گردان ۴۹ام پلیس نظامی، فرمانده پایگاه عملیات خط مقدم (که چندین عملیات را با ۲۰۰۰ سرباز آمریکایی و ائتلافی از ۳۰۰ سرباز قراردادی انجام داده بودند) گرفته شده بود.